# Валя-Маре (Бебень, Вилча)
Валя-Маре (рум. Valea Mare) — село у повіті Вилча в Румунії. Адміністративно підпорядковане місту Бебень.
Село розташоване на відстані 157 км на захід від Бухареста, 21 км на південний захід від Римніку-Вилчі, 76 км на північний схід від Крайови, 133 км на південний захід від Брашова.

## Населення
За даними перепису населення 2002 року у селі проживали 2582 особи. Рідною мовою 2581 особа (> 99,9%) назвала румунську.
Національний склад населення села:
| Національність | Кількість осіб | Відсоток |
| -------------- | -------------- | -------- |
| румуни         | 2199           | 85,2%    |